# کوویی
کوویی (به صربی: Kovilj) یک منطقهٔ مسکونی در صربستان است که در City municipality of Novi Sad واقع شده‌است. کوویی ۱۰۸٫۶۵ کیلومتر مربع مساحت و ۵٬۵۹۹ نفر جمعیت دارد.